# NGC 984
NGC 984 ist eine Linsenförmige Galaxie vom Hubble-Typ S0/a mit aktivem Galaxienkern im Sternbild Widder an der Ekliptik. Sie ist schätzungsweise 198 Millionen Lichtjahre von der Milchstraße entfernt und hat einen Durchmesser von etwa 180.000 Lichtjahren. Vom Sonnensystem aus entfernt sich das Objekt mit einer errechneten Radialgeschwindigkeit von näherungsweise 4.400 Kilometern pro Sekunde.
Das Objekt wurde am 13. Dezember 1871 von dem Astronomen Édouard Stephan  entdeckt.

## Galaktisches Umfeld
| Nr. | Galaxie          | Alternativname          | Rek           | Dek           | Distanz/asec |
| --- | ---------------- | ----------------------- | ------------- | ------------- | ------------ |
| →   | NGC 984          | LEDA/PGC 9819           | 02h34m43.100s | +23d24m46.80s | 0            |
| 1   | LEDA/PGC 1688579 | 2MASX J02343883+2330262 | 02h34m38.83s  | +23d30m26.0s  | 344.30       |
| 2   | LEDA/PGC 1686824 | 2MASX J02351511+2324222 | 02h35m15.10s  | +23d24m22.6s  | 441.17       |
| 3   | LEDA/PGC 1689256 | 2MASX J02345184+2332512 | 02h34m51.85s  | +23d32m51.2s  | 499.10       |